# Saint-Germer-de-Fly
Saint-Germer-de-Fly är en kommun i departementet Oise i regionen Hauts-de-France i norra Frankrike. Kommunen ligger i kantonen Le Coudray-Saint-Germer som tillhör arrondissementet Beauvais. År 2022 hade Saint-Germer-de-Fly 1 680 invånare.

## Befolkningsutveckling
Antalet invånare i kommunen Saint-Germer-de-Fly
| Referens: INSEE |